# Guillaume-Aramon de Madaillan
Guillaume-Aramon de Madaillan (1320–1390) sire de Rauzan, de Gensac, de Pujols, de Blaignac, et autres terres. Il participa à la Bataille de Poitiers en 1356 et à la capture de Jean le Bon (Roi de France 1319-1364) aux côtés du Prince Noir (Gouverneur de Guyenne de 1356 à 1370). Il est beau-frère de Florimont de Lesparre dernier de ce nom et père de  Guillaume-Amanieu.

## Source
- Histoire de la Maison de Madaillan,  Maurice Campagne, Bergerac, Imprimerie Générale du Sud-Ouest, 1900, pp. 61, 69.
- Chroniques de Jean Froissart livre deuxième, publié pour la Sociétè de l'Histoire de France par Gaston Raynaud, tome neuvième (1377-1380) depuis la prise de Bergerac jusqu'à la mort de Charles V.
- Notice sur Florimont, sire de Lesparre, suivie d'un précis historique sur cette seigneurie, de notes et éclaircissements, par J. Rabanis, doyen de la Faculté des lettres de Bordeaux. 1843, in-8° de 114 pages.